# Championnat du Luxembourg de football 1976-1977
Navigation
Saison précédente Saison suivante
La saison 1976-1977 du Championnat du Luxembourg de football était la 63e édition du championnat de première division au Luxembourg. Les douze meilleurs clubs du pays se retrouvent au sein d'une poule unique, la Division Nationale, où ils s'affrontent deux fois, à domicile et à l'extérieur. À l'issue du championnat, les deux derniers du classement sont relégués et remplacés par les deux meilleurs clubs de Division d'Honneur, la deuxième division luxembourgeoise.
C'est la Jeunesse d'Esch, tenant du trophée depuis 4 saisons, qui remporte à nouveau le titre cette saison après avoir terminé en tête du classement final, avec 2 points d'avance sur le Progrès Niedercorn et 7 points sur les Red Boys Differdange. C'est le 16e titre de champion du Luxembourg de l'histoire du club.

## Les 12 clubs participants
| - Chiers Rodange - Progrès Niedercorn - Etzella Ettelbruck - US Rumelange - Stade Dudelange - Aris Bonnevoie | - AS La Jeunesse d'Esch - CS Grevenmacher - Promu de Division d'Honneur - Alliance Dudelange - Avenir Beggen - Red Boys Differdange - Red Black Pfaffenthal - Promu de Division d'Honneur |

## Compétition

### Classement
Le barème utilisé pour établir le classement est le suivant :
- Victoire : 2 points
- Match nul : 1 point
- Défaite : 0 point

| Rang | Équipe                    | Pts | J  | G  | N | P  | Bp | Bc | Diff |
| ---- | ------------------------- | --- | -- | -- | - | -- | -- | -- | ---- |
| 1    | Jeunesse d'Esch (T)       | 34  | 22 | 16 | 2 | 4  | 42 | 21 | +21  |
| 2    | Progrès Niedercorn (C)    | 32  | 22 | 15 | 2 | 5  | 50 | 31 | +19  |
| 3    | Red Boys Differdange      | 27  | 22 | 11 | 5 | 6  | 45 | 34 | +11  |
| 4    | Stade Dudelange           | 24  | 22 | 11 | 2 | 9  | 46 | 34 | +12  |
| 5    | Avenir Beggen             | 22  | 22 | 8  | 6 | 8  | 35 | 40 | -5   |
| 6    | Chiers Rodange            | 20  | 22 | 8  | 4 | 10 | 26 | 27 | -1   |
| 7    | Alliance Dudelange        | 20  | 22 | 8  | 4 | 10 | 30 | 33 | -3   |
| 8    | Etzella Ettelbruck        | 20  | 22 | 6  | 8 | 8  | 40 | 46 | -6   |
| 9    | US Rumelange              | 19  | 22 | 6  | 7 | 9  | 29 | 29 | 0    |
| 10   | CS Grevenmacher (P)       | 18  | 22 | 8  | 2 | 12 | 32 | 43 | -11  |
| 11   | Aris Bonnevoie            | 14  | 22 | 5  | 4 | 13 | 26 | 41 | -15  |
| 12   | Red Black Pfaffenthal (P) | 14  | 22 | 5  | 4 | 13 | 31 | 53 | -22  |

|  | Qualification pour la Coupe d'Europe des clubs champions 1977-1978                           |
|  | Qualification pour la Coupe des Coupes 1977-1978                                             |
|  | Qualification pour la Coupe UEFA 1977-1978                                                   |
|  | Relégation en Division d'Honneur                                                             |
|  | (T) Tenant du titre (C) Vainqueur de la Coupe du Luxembourg (P) : Promu de deuxième division |

## Bilan de la saison
| Championnat du Luxembourg de football 1976-1977 |                             |
| Champion                                        | Jeunesse d'Esch (16e titre) |
| Coupes et trophées                              |                             |
| Vainqueur de la Coupe du Luxembourg 1976-1977   | Progrès Niedercorn          |
| Qualifications continentales                    |                             |
| Coupe d'Europe des clubs champions 1977-1978    | Jeunesse d'Esch             |
| Coupe des Coupes 1977-1978                      | Progrès Niedercorn          |
| Coupe UEFA 1977-1978                            | Red Boys Differdange        |
| Promotions et relégations                       |                             |
| Promus en Division Nationale                    | Union Luxembourg            |
| Promus en Division Nationale                    | CA Spora Luxembourg         |
| Relégués en Division d'Honneur                  | Aris Bonnevoie              |
| Relégués en Division d'Honneur                  | Red Black Pfaffenthal       |